# Johan Ludvig von Ehrenheim
Johan Ludvig von Ehrenheim, född 24 juni 1748, död 16 april 1834, var en svensk ämbetsman.

## Biografi
Johan Ludvig von Ehrenheim föddes 1748. Han var son till assessorn Johan Ludvig von Ehrenheim och Brita Eleonora Montgomery. von Ehrenheim blev 11 maj 1772 extra ordinarie kanslist i Justitierevisionsexpeditionen, 11 juli 1773 auditör vid Adelsfanan och 20 juli 1778 assessor i Svea hovrätt. Han blev 10 januari 1791 hovrättsråd i Svea hovrätt och tillika från 1 maj 1795 till 1 november 1796 ledamot i kungens högsta domstol. von Ehrenheim utnämndes 9 december 1802 till riddare av Nordstjärneorden och blev 15 maj 1805 vice president i Svea hovrätt med avsked 6 december 1826. Han avled 1834.

### Familj
von Ehrenheim gifte sig första gången 12 december 1799 i Stockholm med Beata Elisabet Teet (1768–1804), dotter till kammarherren Arvid Johan Teet och friherrinnan Ulrika Charlotta von Knorring.
Han gifte sig andra gången 22 december 1808 i Stockholm med den förras kusin Gertrud Christina Hedercrantz (1761–1826), dotter till salpetersjuderiöverdirektören Christoffer Hedercrantz. Gertrud Christina Hedercrantz var änka efter kammarherre Gustaf Silfversparre-Stiernsparre och lagmannen Johan von Strokirch.